# 루이스 안토니오 라모스
루이스 안토니오 라모스(Luis Antonio Ramos, 1973년 7월 13일 ~ )는 미국의 영화 프로듀서, 텔레비전 배우, 영화배우, 배우이다.

## 방송
- 파워 시즌3
- 파워 시즌2
- 파워

## 영화
- 파워 (2014년)
- 어 미라클 인 스페니쉬 할렘 (2013년) - 티토 역
- G.W.B. (2011년)
- 더 미너스터스 (2009년)
- 루인스 (2008년)
- 라틴 드래곤 (2004년)
- 실종: 충격적 사실들 (2003년) - 폴리스맨 2 역
- CSI 라스베가스 시즌1 (2000년)
- 시카고 썬 타임즈 (1996년)
- 어둠 속의 그림자 (1995년)